# Mokrzyca Wielka
Mokrzyca Wielka (niem. Groß Mokratz) – wieś w Polsce, położona w województwie zachodniopomorskim, w powiecie kamieńskim, w gminie Wolin, przy lokalnej drodze, między Wolinem a Kodrąbkiem, około 3 km na północny zachód od Wolina.

## Położenie
Około jednego kilometra w kierunku Mokrzycy Małej znajduje się przystanek kolejowy Mokrzyca Wielka, skąd jeżdżą pociągi do Szczecina oraz Świnoujścia.

## Integralne części wsi
| SIMC    | Nazwa    | Rodzaj     |
| ------- | -------- | ---------- |
| 0785923 | Jagienki | przysiółek |

## Historia
Pierwsze pisemne wzmianki o wsi pochodzą z 1324 roku. Pisano wtedy o niej Magnum Mokriz. W 1330 roku była lennem rodziny Apenburgów. W 1484 roku Bogusław X potwierdził prawa lenne Jasperowi von Apenburgowi. Wieś zmieniła właścicieli w roku 1780, kiedy to majątek przeszedł na kapitana Fryderyka Eugena Erdmanna i porucznika Bernharda Fryderyka Heinricha von Hillerów (siostrzeńców majora Bogusława von Apenburga). Do nich dobra te (oraz Mokrzyca Mała i Darzowice) należały aż do marca 1945 roku. Od 2 marca w zamku Apenburg mieściło się stanowisko dowodzenia dowódcy 2 Fortecznego Pułku Alarmowego (2 Festungs-Alarm-Regiment) komandora podporucznika Willi Jahna. 
Wieś około 1860 roku liczyła 151 mieszkańców. We wsi znajdowało się 13 domów mieszkalnych, jeden wiatrak, i budynek szkoły. Ludność trudniła się rolnictwem i hodowlą bydła.
Po rodzinie von Apenburgów i kolejnych właścicielach zachowały się do dzisiaj resztki ruin zamku Żurawice (zamek Apenburg) w pobliskich Mokrzyckich Górach.
W latach 1946–1998 miejscowość administracyjnie należała do województwa szczecińskiego.

## Zabytki
- zespół dworski, nr rej.: A-697z 27.10.1982 i z 5.08.2011:-dwór,1 poł. XIX, pocz. XX-park, XIX

## Edukacja
Dzieci z Mokrzycy uczą się w szkole podstawowej w Dargobądzu.